# Limnophora quadrinotata
Limnophora quadrinotata är en tvåvingeart som beskrevs av Shinonaga 2005. Limnophora quadrinotata ingår i släktet Limnophora och familjen husflugor. Inga underarter finns listade i Catalogue of Life.